# ガラ人
ガラ人（ガラじん、Gullah）は、サウスカロライナ州とジョージア州の海岸沿い（ローカントリー）と群島の地域に住むアフリカ系アメリカ人である。
歴史的に見て、ガラの地域は、北はノースカロライナ州の海岸のケープ・フィアー (Cape Fear)、南はフロリダ州の海岸のジャクソンビル周辺まで、一度拡大している。しかし今日、ガラの地域はサウスカロライナ州とジョージア州の海岸に限定されている。ガラ人は、特にジョージア州で、ギーチー (Geechee) とも呼ばれる。
ガラ人は、アメリカ合衆国の他のどの黒人のコミュニティよりも、アフリカの言語と文化の遺産が保存されていることで知られている。彼らは、多くのアフリカからの借用語と文法においてアフリカの言語から多大な影響を受けている、英語を基本にしたクレオール語であるガラ語を話す。ガラ語は、ジャマイカ語やバハマ語、そして西アフリカのシエラレオネのクリオ語とも関連している。また、ガラの語り部、料理、音楽、信仰、手芸、農業と漁業の伝統など、すべて強くアフリカの文化の影響を受けている。

## 「ガラ」と「ギーチー」
「ガラ」という名称は、ガラの先祖の多くの起源である南西アフリカの国、アンゴラから来たとされる。別の説では、ガラ族の先祖のいるもうひとつの地域である、西アフリカのシエラレオネとリベリアの国境地帯に住む民族集団のゴラ族 (Gola) から来たとも言われている。「ギーチー」という名称は、ギニア、シエラレオネとリベリアの国境地帯に住むギージー族 (Kissi) が由来とされる。他の説では、ネイティブ・アメリカンの言葉に由来しているとする説もあり、スペイン人がサウスカロライナ州とジョージア州の海岸の一帯を、そこに住む部族の名前からグアレ (Guale) と呼び、ジョージア州の海岸地帯に流れる川を、クリークインディアンの言葉を使ってオギーチー川 (Ogeechee River) と呼んだ。このように諸説あるが、いずれもガラとガラ文化はアフリカ大陸と強い結びつきがあることははっきりしている。

## アフリカのルーツ
ガラの先祖の大部分は、チャールストンとサバンナの港を通って、サウスカロライナ州とジョージア州の海岸沿いの地域に連れてこられた。チャールストンは大西洋奴隷貿易における北アメリカの最も重要な港で、現在のアメリカ合衆国に連れて来られた奴隷のアフリカ人のおよそ半分が、このひとつの港から来ている。サバンナもまた活発だったが、チャールストンに比べると非常に規模は小さい。
チャールストンとサバンナに連れられたアフリカ人の最大のグループは、北は現在のセネガル、ガンビア、ギニアビサウから、南はギニア、シエラレオネ、リベリアまでの、西アフリカの米作地帯から来ていた。サウスカロライナとジョージアのコメの農園主は、一度この地域を「ライス・コースト (Rice Coast)」と呼んだ。これは米作の技術の熟練したアフリカ人労働者の源として重要性を表している。しかし現代の歴史家は「アッパー・ギニア・コースト」と呼ぶ。これらの港に連れられた二番目に多いアフリカ人のグループは、アフリカ南部のアンゴラから来ており、その他少数として、ゴールド・コースト（現在のガーナ）や西インド諸島から来ている。

## ガラ文化の起源
ガラ人は、地理と気候のために、多くのアフリカ文化の遺産を保存できた。1700年代中ごろまでには、サウスカロライナ州とジョージア州の沿岸部（ローカントリー）は数千エーカーものコメ農地に覆われ、「ライス・コースト」出身のアフリカの農民たちが持ち込んだ技術は、コメ生産を初期のアメリカでもっとも成功した産業のひとつにした。しかしローカントリーをそんなコメ生産の素晴らしい場所にした亜熱帯の気候は、マラリアと黄熱も普及させた。これらの熱帯病は、何気なく奴隷船でアフリカから運ばれた蚊が持ち込んだものだった。蚊は湿地帯で繁殖し、ローカントリーのコメ農地に殺到した。マラリアと黄熱は、すぐに地域の風土病となった。
アフリカ人たちは、ヨーロッパ人の奴隷所有者に比べると遥かに熱帯病に対して抵抗力があった。ローカントリーの白人人口は、黒人人口よりもゆっくりと増えた。
コメ産業が拡張するにつれて、ますます多くのアフリカ人がローカントリーに連れて来られ、およそ1708年までにサウスカロライナ州が、1700年代半ばには、ジョージア州の海岸地域でも黒人が過半数を占めるようになった。病気を恐れて、多くの白人農園主は、熱病が大流行した春と夏にはローカントリーを去り、監督者を置き去りにした状態でアフリカ人は農園を管理した。ヴァージニア州やノースカロライナ州のように白人が大多数を占める植民地での奴隷たちよりも、白人との接触が少なかったため、ガラ人はアフリカの言語、文化、共同生活をはるかに高度に保持することができた。

## ガラ人の習慣と伝統
アフリカの影響はガラの伝統のある生活のあらゆる所に見ることができる。
- 「レッドライス」と呼ばれるガラ人のコメ料理と「オクラのスープ」は、西アフリカの「ジョロフライス」とオクラスープによく似ている。ジョロフライスは西アフリカのウォロフ族とマンデ人が持ち込んだ料理法である。

- 「ガンボ」のガラ人によるバージョンは、アフリカ料理に起源がある。「ガンボ (gumbo)」は、オクラを意味するアンゴラのウンブンドゥ語の単語に由来している。

- ガラの米作農民は、かつて乳鉢とラナー（ザルのようなカゴ）を使用した。これは西アフリカの米作農民が使用していた道具と同様である。

- 「ハグ」(hags)、「ハウント」(haunts)、「プラットアイ」(plat-eyes)などのガラ人の信仰は、アフリカにおける邪悪な先祖、魔女、悪魔(森の精)の信仰とよく似ている。

- ガラの薬草医は、アフリカの呪術医が使用したものと同様の儀式物を使うことで、危険な超自然力から人を守る。

- ガラ人が使う生薬は、伝統的なアフリカの療法とよく似ている。

- ガラの「シーキン」(seekin) の儀式は、ポロ (Poro) やサンデ (Sande) のような西アフリカの秘密結社の成人の儀式と同様である。

- 「バーラビット」(Buh-rabbit) に関するガラの物語は、ずる賢いウサギ、クモ、カメに関する西〜中央アフリカのトリックスター の物語によく似ている。

- ガラの霊歌、シャウト、その他の音楽的な形式は、アフリカ音楽に共通して使われているコール・アンド・リスポンスの方法を使用している。

- ガラの「スイートグラス籠」は、シエラレオネのメンデの人々が作る籠とほとんど一緒。

- ガラの「ストリップ・キルト」は、西アフリカの至るところで織られる伝統的な機織り機で織られる布のデザインを真似ている。

## 南北戦争の時代
南北戦争が始まった時、ユニオン（北部連盟）は、南部連合の海運を封鎖しようとした。群島の白人農園主は、アメリカ海軍による侵略を恐れ、農園を捨てて本土に逃げた。北軍が1861年に群島に到着した時、彼らはガラ人が自由と、それと同じくらいに土地を守ることを切望していることを知った。多くのガラ人は、北軍の最初の志願兵であるサウスカロライナ志願兵で手柄を立てた。群島は、南部で最初に奴隷が解放された場所であり、戦争が終わるずっと前に、ペンシルベニアから来たクエーカーの宣教師たちは新たに自由になった奴隷のために学校を始めた。それが現在の、サウスカロライナ州のセントヘレナ島にあるガラ人のコミュニティ組織、解放奴隷のための最初の学校、ペン・センターである。
南北戦争の後、外の世界からのガラ人の孤立は、実際にある点において増大した。本土のコメの農園主たちは、解放された黒人たちが奴隷として働く気がなく、1890年代に一連のハリケーンによって作物を荒らされて、危険で病気にさらされた農園のために、次第に彼らは農園を放棄してこのエリアから引っ越してしまった。ローカントリーの遠く離れた農村地帯に放っておかれたガラ人は、外の世界からの影響をあまり受けずに、20世紀にも彼らの伝統のある文化を引き継ぐことができた。

## 現代
最近のガラ人たちは、彼らの伝統ある住まいを守るために戦い続けている。1960年以降の群島のリゾート開発は、ガラ人が奴隷解放宣言から所有し続けている故郷の土地に脅威を与えているが、彼らはコミュニティの行動、裁判、そして政治活動によって、主にペン・センターとその他のコミュニティ集団が、島の発展に対して断固として戦い続けている。
ガラ人はまた彼らの伝統のある文化の保存に苦労している。2005年、ガラ人のコミュニティは、20年以上かけて完成されたプロジェクトである、新約聖書のガラ語翻訳版を公開した。2006年に米国議会は、ガラ文化に関連する史跡の保存と解釈のために、10年間に一千万ドルの予算を提供する「ガラ／ギーチーの文化遺産コリドールの法令」が通過し、ガラ人はまたひとつ勝利を勝ち得た。「遺産コリドール」は、ノースカロライナ州の南部からフロリダ州の北部まで拡張される。このプロジェクトはガラ人コミュニティの強い後押しで、アメリカのナショナル・パーク・サービス（国立公園庁）によって管理される予定だ。
また、ガラ人は、西アフリカで彼らの失われた家族と連絡を取ろうと試みた。ガラ人グループは、1989年、1997年、および2005年に、シエラレオネへ3度「帰省」(homecomings) を挙行した。シエラレオネは、ガラ人の先祖の多くが由来している西アフリカの伝統的米作地域の中心で、1700年代中頃から後半にかけて、バンス島(シエラレオネのイギリス奴隷の中心地)から、多くのアフリカ人捕虜がチャールストンとサバンナに運ばれた。これらの劇的な「帰省」は、ドキュメント映画にもなっている。
長年にわたり、ガラ文化は、その豊かな文化的遺産に興味を持っている多くの歴史家、言語学者、民俗学者、そして人類学者を惹きつけており、それを対象にした多くの学術書が発行された。ガラ人は、全米のアフリカ系アメリカ人の文化の誇りの象徴と、メディアの一般的な興味の対象にもなった。ガラ地域をネタにした数えきれない新聞記事、ドキュメンタリー映画、児童書、通俗小説が出現している。
インディアナ州ウェストラファイエットのパデュー大学では、最近、ガラ文化を展示するイベントを開いた。パードゥー大学の黒人文化センターでは、ガラに関する刊行物の図書目録を整備している。

## 生き残った文化
メディアは典型的に、群島に住むことのみを描くが、実際ガラ人は群島とそれ以上に広い沿岸平野の両方のローカントリー地域の全域に住んでいる。メディアはまた、島のリゾート開発のためにガラ文化は消滅に近いとする。確かに深刻な脅威にさらされているが、ガラ人の生活が損なわれていない、観光の開発を汲まない島も存在している。リゾート開発が議題にならずに彼らの文化が繁栄しているその沿岸エリアに、今日もガラ人の多くが住んでいる。
消滅からはほど遠く、ガラ文化は特に力強く示されている。ガラの伝統は、チャールストンとサバンナの、ローカントリーの都会のエリアで未だに強く残っている。古い慣習はローカントリーを去り遠くへ移ったガラ人の間でも存続している。多くのガラ人は20世紀の初めからニューヨークへと移住したが、都会への移住者はアイデンティティを失っていない。ガラ人はブルックリン地区のハーレム とクイーンズ区に、彼ら独自の身近な教会があり、子供達はたいてい夏休みの間サウスカロライナ州とジョージア州の田舎に帰省し、祖父母や親戚の家でお世話になる。ニューヨークに住むガラ人は、引退後は頻繁にローカントリーに戻っている。ニューヨークのガラ人の2世や3世は、伝統ある習慣を整備し、まだ時々ガラ語を話している。